# Inner Island
Inner Island är en ö i Bermuda (Storbritannien).   Den ligger i parishen Sandys, i den västra delen av landet, 8 km väster om huvudstaden Hamilton.